# Iriserkennung

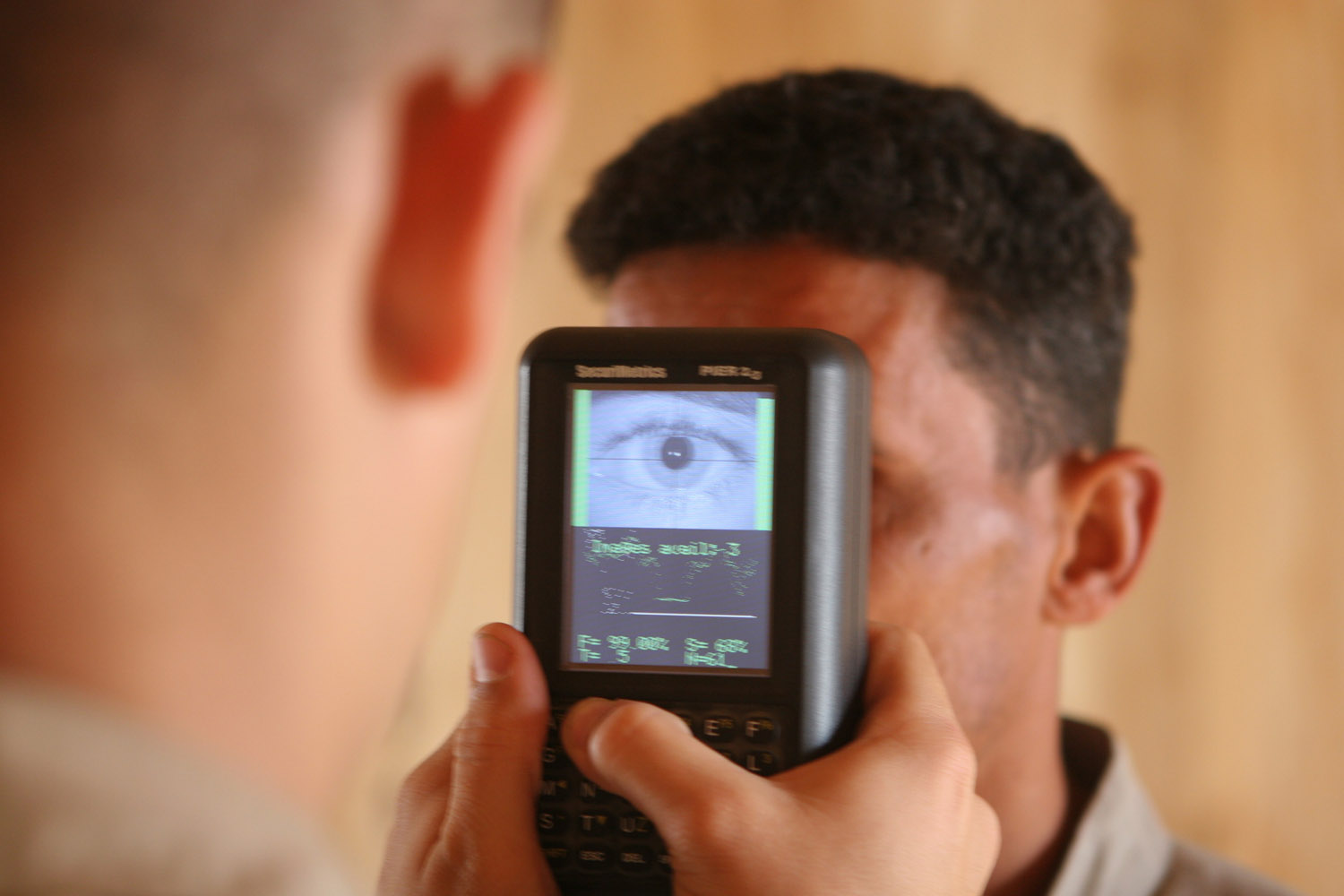
Iriserkennung mit einem Handgerät

Die Iriserkennung ist eine Methode der Biometrie zum Zweck der Authentifizierung oder Identifizierung von Personen. Dafür werden mit speziellen Kameras Bilder der Iris (Regenbogenhaut) des Auges aufgenommen, mit algorithmischen Verfahren die charakteristischen Merkmale der jeweiligen Iris identifiziert, in einen Satz numerischer Werte (Merkmalsvektor, engl. „Template“) umgerechnet und für die Wiedererkennung durch einen Klassifizierungsalgorithmus wie z. B. ein Neuronales Netz gespeichert bzw. mit einem oder mehreren bereits gespeicherten Templates verglichen.

## Entwicklungsgeschichte
Das ursprüngliche Konzept der Verwendung von Irisbildern für die biometrische Erkennung wurde 1987 von Flom und Safir entwickelt und zum Patent angemeldet. Das Auslaufen des Patents im Jahr 2006 hat seitdem weltweit zu verstärkten Forschungsbemühungen geführt.
Das derzeit am weitesten verbreitete Verfahren und Template (Stand April 2007) in der kommerziellen Anwendung ist der auf Algorithmen des Mathematikers John Daugman beruhende Iriscode.
Das US-amerikanische Unternehmen EyeLock bietet seit Januar 2015 den ersten Irisscanner mit USB-Anschluss an, der zum U2F-Protokoll der FIDO-Allianz kompatibel ist.

## Eigenschaften
Kommerzielle Erkennungsverfahren erfassen etwa 260 individuelle optische Merkmale der Iris. Diese Merkmale entwickeln sich aus einem zufallsgesteuerten, morphogenetischen Prozess in den ersten Lebensmonaten einer Person und bleiben über die restliche Lebenszeit weitgehend unverändert. Auch eineiige Zwillinge haben keine identische Irisstruktur. Die herausragende Eigenschaft der Iriserkennung in der praktischen Anwendung ist ihre im Vergleich zu anderen Biometrieverfahren äußerst geringe Zahl an falsch positiven Vergleichsergebnissen (engl. „false matches“), d. h., die Wahrscheinlichkeit der Verwechslung eines Iriscodes mit dem eines Auges einer anderen Person ist nahezu Null. Dadurch eignet sich die Iriserkennung als zuverlässiges Identifikationsverfahren auch in großen Datenbanken mit Millionen von Personendatensätzen, sowie für die Identifikation in Zutrittskontrollsituationen ohne primäres Erkennungsmerkmal, also ohne Ausweiskarten oder RFID-Tags.
Falsch negative Ergebnisse (engl. „false non-matches“), also Fälle des Nichterkennens einer eigentlich erfassten Person, können sich insbesondere bei ungünstigen Aufnahmebedingungen des Auges einstellen, wenn die Iris beispielsweise aufgrund von Brillenrändern, Reflexionen auf Brillengläsern oder den bei größtenteils Ostasiaten (bzw. Fernostasiaten) typischen engen Augenlidern nur unzureichend sichtbar ist.
Ein weiteres Charakteristikum ist der geringe Bedarf an Rechenressourcen für den Irisvergleich. Daher ist die Iriserkennung und -aufnahme besonders für den mobilen Einsatz in PDA-großen Geräten geeignet.

## Anwendungen
Anwendungsbeispiele sind der Iriserkennungseinsatz durch die UNHCR bei der Repatriierung afghanischer Bürger und der meist syrische Flüchtlinge in Jordanien und Nachbarländern, bei der grenzpolizeilichen Einreisekontrolle in den Vereinigten Arabischen Emiraten oder bei der Kontrolle von geschützten Bereichen im Irak durch die US-Army. In all diesen Fällen soll durch Iriserkennung sichergestellt werden, dass keine der kontrollierten Personen unter verschiedenen bzw. falschen Identitäten auftritt. Weitere Anwendungen bestehen in der Zutrittskontrolle zu Hochsicherheitsbereichen und bei automatisierten Grenzkontrollen (z. B. Flughäfen Frankfurt, Schiphol, Heathrow).
Das derzeit (Stand 2011) weltweit größte Projekt mit biometrischer Iriserkennung ist das indische „Aadhaar“-Programm. Es dient der Erfassung aller etwa 1,2 Milliarden im Land residierenden Personen, um ihnen für staatliche und rechtsgeschäftliche Zwecke eine eindeutige Personenkennziffer zuordnen zu können. Eine Kombination von Iris- und Fingerabdruckerkennung soll dabei die Feststellung und Vermeidung von mehrfachen oder falschen Identitäten ermöglichen.
Bei der ersten Massenanwendung in der Einwanderungskontrolle der Vereinigten Arabischen Emirate ab 2002 gab es Versuche von illegalen Einreisenden, die Identifikation durch Irisscan zu vermeiden. Mithilfe medizinischer Augentropfen weitet sich die Pupille und die Iris zieht sich zusammen, so dass vorübergehend die Wiedererkennung verhindert ist. Daraufhin wurde das System so verändert, dass eine erweiterte Iris automatisch als solche erkannt wird und der Irisscan an der Person nach einigen Stunden wiederholt wird.
Gemeinsam mit der Gesichts- und Fingerabdruckerkennung zählt die Iriserkennung zu den von der ICAO vorgesehenen Biometrieformen für den Einsatz in elektronischen Pässen (ePass). Um die weltweite, herstellerunabhängige Interoperabilität der Daten zu gewährleisten, spezifiziert die Norm ISO/IEC 19794-6 „Austauschformat basierend auf Irisbildern“ die hierfür geltenden Erfordernisse an Irisbildaufnahme und -speicherung.
Für forensische Zwecke ist die Iriserkennung nur eingeschränkt geeignet, da schon wenige Minuten nach dem Ableben einer Person ihre Irisstrukturen zerfallen. 
In Mobiltelefonen wird die Iriserkennung zum Entsperren des Telefons anstatt eines PIN-Codes oder eines Fingerabdruckes verwendet. Diese Technik wurde erstmals im Fujitsu ARROWS NX F-04G eingesetzt. Auch die Mobiltelefone der Lumia 950 Reihe von Microsoft verwenden diese Technik der Authentifizierung. Der Chaos Computer Club demonstrierte im Mai 2017, wie leicht die Iriserkennung beim Samsung Galaxy S8 überwunden werden kann.

## Datenschutzrechtliche Problematik
Heutigen kommerziellen Geräten für die Iriserkennung ist gemein, dass der Abstand zwischen Sensor (Kamera) und Auge auf etwa 0,2 bis 1 Meter beschränkt ist und die Erkennung eine Kooperation durch den Benutzer erfordert – er muss aktiv in Richtung der Kamera schauen – was aber auch freiwillig provoziert werden kann, indem der Sensor in einem als „Eye-Catcher“ fungierenden Objekt versteckt ist, beispielsweise einem attraktiven Werbeplakat oder einer Infotafel. In dem Spielfilm Minority Report wird eine fiktive Zukunft beschrieben, in der Iriserkennungssysteme auf Distanz von mehreren Metern Passanten automatisiert identifizieren. Iriserkennungssysteme wurden in den 2000er Jahren intensiv erforscht und entwickelt. Seit den 2010er Jahren werden mehrere Systeme vermarktet, meist in Kombination mit anderen biometrischen Systemen. Zu den Firmen, die Anfang der 2020er Jahre Iriserkennungssysteme anbieten gehören unter anderem Aware, BioID, Biometric Intelligence and Identification Technologies, HID Global, EyeLock, Gemalto, Idemia, Iridian Technologies, Iris Guard, Iris ID, IriTech, Neurotechnology UAB, Panasonic, Tascent, SRI International und Unisys. Es wird befürchtet, dass zukünftig totalitäre Staaten oder die organisierte Kriminalität die Identifikationsfähigkeiten der Iriserkennung für unlautere Zwecke missbrauchen könnten. Es gibt Überlegungen hinsichtlich der Notwendigkeit, die Verbreitung derartiger Geräte unter gesetzliche Kontrolle zu stellen.